# Französische Eishockeymeisterschaft 1907/08
Die Saison 1907/08 war die zweite Spielzeit der französischen Meisterschaft, der höchsten französischen Eishockeyspielklasse. Meister wurde zum ersten Mal in der Vereinsgeschichte überhaupt der Club des Patineurs de Paris.

## Meisterschaftsfinale
- Sporting Club de Lyon – Club des Patineurs de Paris 1:2 (1:1, 0:1)